# Yua Kotegawa
Yua Kotegawa (jap. 小手川 ゆあ, Kotegawa Yua; * 12. Januar 1975 in Kumamoto, Japan) ist eine japanische Manga-Zeichnerin. Ihre Werke richten sich an erwachsene Männer und sind deshalb dem Seinen-Genre zuzuordnen.

## Leben
Ihren ersten Manga als professionelle Zeichnerin veröffentlichte Yua Kotegawa im Mai 1995 mit Ottori Sōsa in einer Sonderausgabe des Manga-Magazins Young Jump. Das ursprünglich als Kurzgeschichte geplante Ottori Sōsa wurde bis 2000 in Einzelkapiteln im Young Jump veröffentlicht und umfasst über 2100 Seiten. Nach Abschluss des Mangas begann die Zeichnerin Anne Freaks, das sich zu ihrem bekanntesten Werk entwickelte und im Shōnen-Ace-Magazin erschien, für das unter anderem auch Yoshiyuki Sadamoto und CLAMP zeichneten. Anne Freaks wurde unter anderem ins Französische, ins Englische und ins Deutsche übersetzt und endete 2002 nach über 650 Seiten. Es folgten Arcana und Shikeishu 042 für den Shūeisha-Verlag sowie der auch auf Deutsch und Englisch veröffentlichte One Shot Line für den VerlagKadokawa Shoten. Line handelt von einem Mädchen, das über ihr Handy von zukünftigen Selbstmorden erfährt und daraufhin versucht, diese zu verhindern.

## Werke
- Ottori Sōsa (おっとり捜査), 1995–2000, 10 Bände
- Anne Freaks, 2000–2002, 4 Bände
- Arcana (アルカナ, Arukana), 2001, 2 Bände
- Shikeishu 042 (死刑囚042), 2002–2004, 5 Bände
- Line (ライン, Rain), 2003, 1 Band
- Short Song (ショートソング), 2006, 1 Band
- Kimi no Knife (君のナイフ), 2009–2013, 10 Bände